# Périodique de bande dessinée

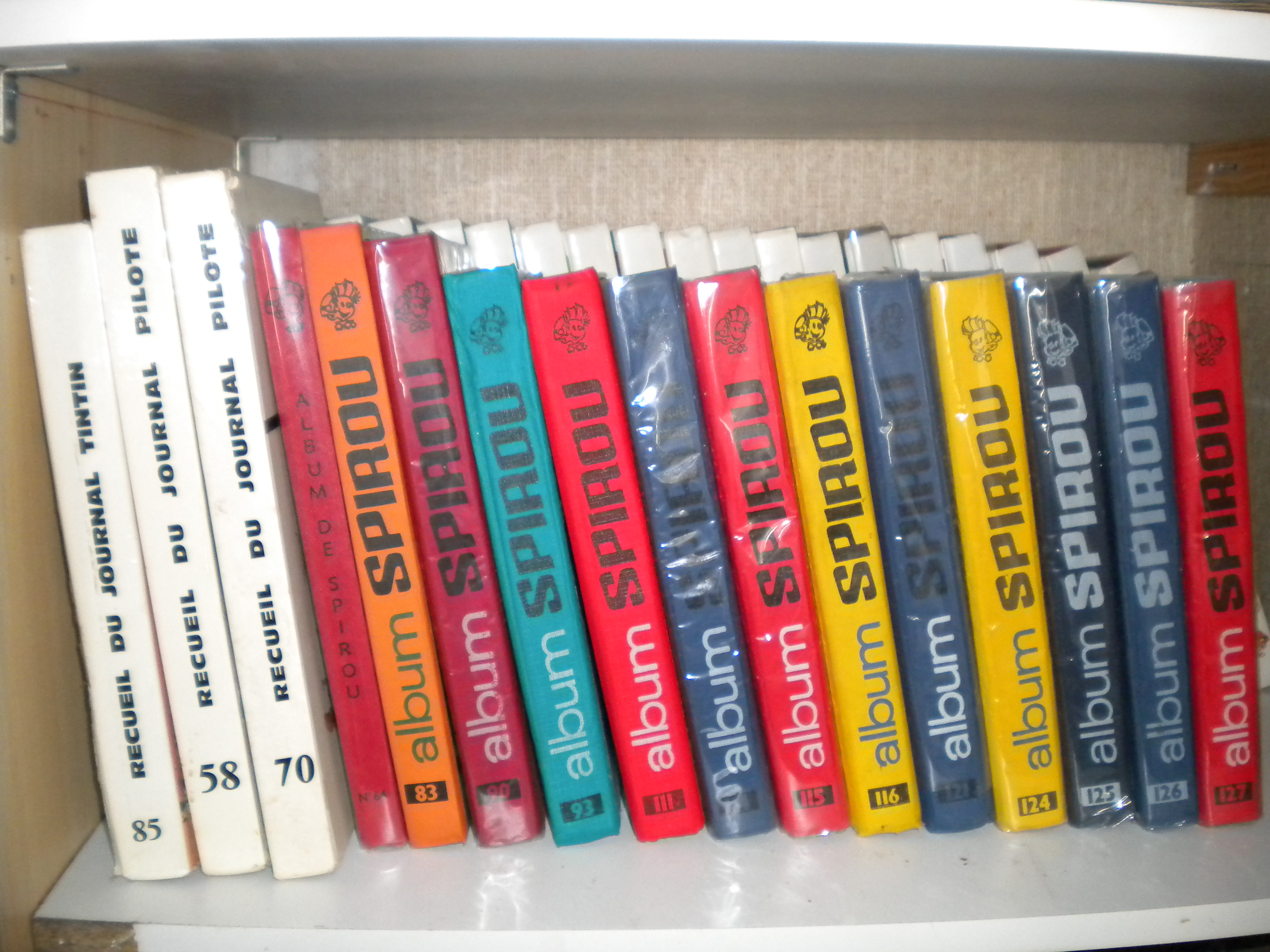
Des recueils de périodiques francophones.

Les périodiques de bande dessinée sont des revues paraissant à un rythme plus ou moins régulier et mêlant pour la plupart histoires complètes (gags en une planche ou récits complets) et histoires à suivre (Spirou, Pilote, Lapin, etc.) ou publiant pour certaines uniquement des histoires complètes (les petits formats, Fluide glacial, Psikopat, certains périodiques Disney, etc.).  Lorsque l'éditeur du périodique publie également des albums (Hachette, Dupuis, etc.), le périodique sert alors souvent de support de prépublication.

## Annexe